# 킹 클랜시 메모리얼 트로피

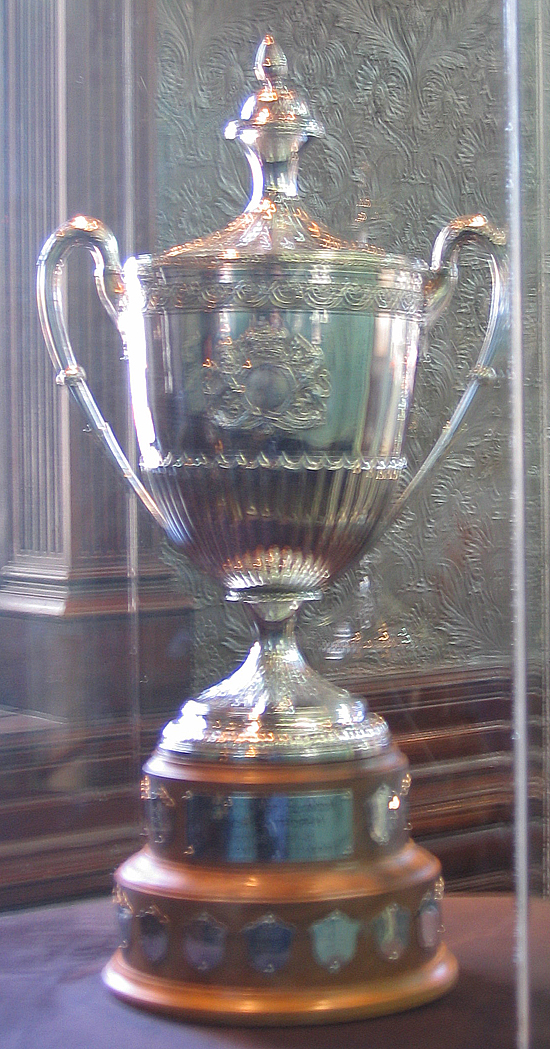
킹 클랜시 메모리얼 트로피

킹 클랜시 메모리얼 트로피(영어: Art Ross Trophy)는 내셔널 하키 리그 (NHL)의 트로피다. 매년 "빙상 안팎에서 리더십 자질을 가장 잘 보여주고 지역 사회에 상당한 인도주의적 공헌을 한 선수"에게 수여된다. 수여자는 프로 하키 작가 협회와 NHL 방송사 협회의 "특별 대표 패널"에 의해 선정된다.